# Seconde bataille de Ream's Station
Guerre de Sécession
Batailles
Campagne de Richmond-Petersburg
- 1re Petersburg
- 2e Petersburg
- Jerusalem Plank Road
- Raid de Wilson–Kautz
- Stauton River Bridge
- Sappony Church
- 1re Ream's Station
- 1re Deep Bottom
- Cratère
- 2e Deep Bottom
- Globe Tavern
- 2e Ream's Station
- Raid de Beefsteak
- Chaffin's Farm
- Peebles' Farm
- Vaughan Road
- Darbytown & New Market Roads
- Darbytown Road
- Fair Oaks & Darbytown Road
- Boydton Plank Road
- Bataille de Trent's Reach
- Hatcher's Run
- Fort Stedman

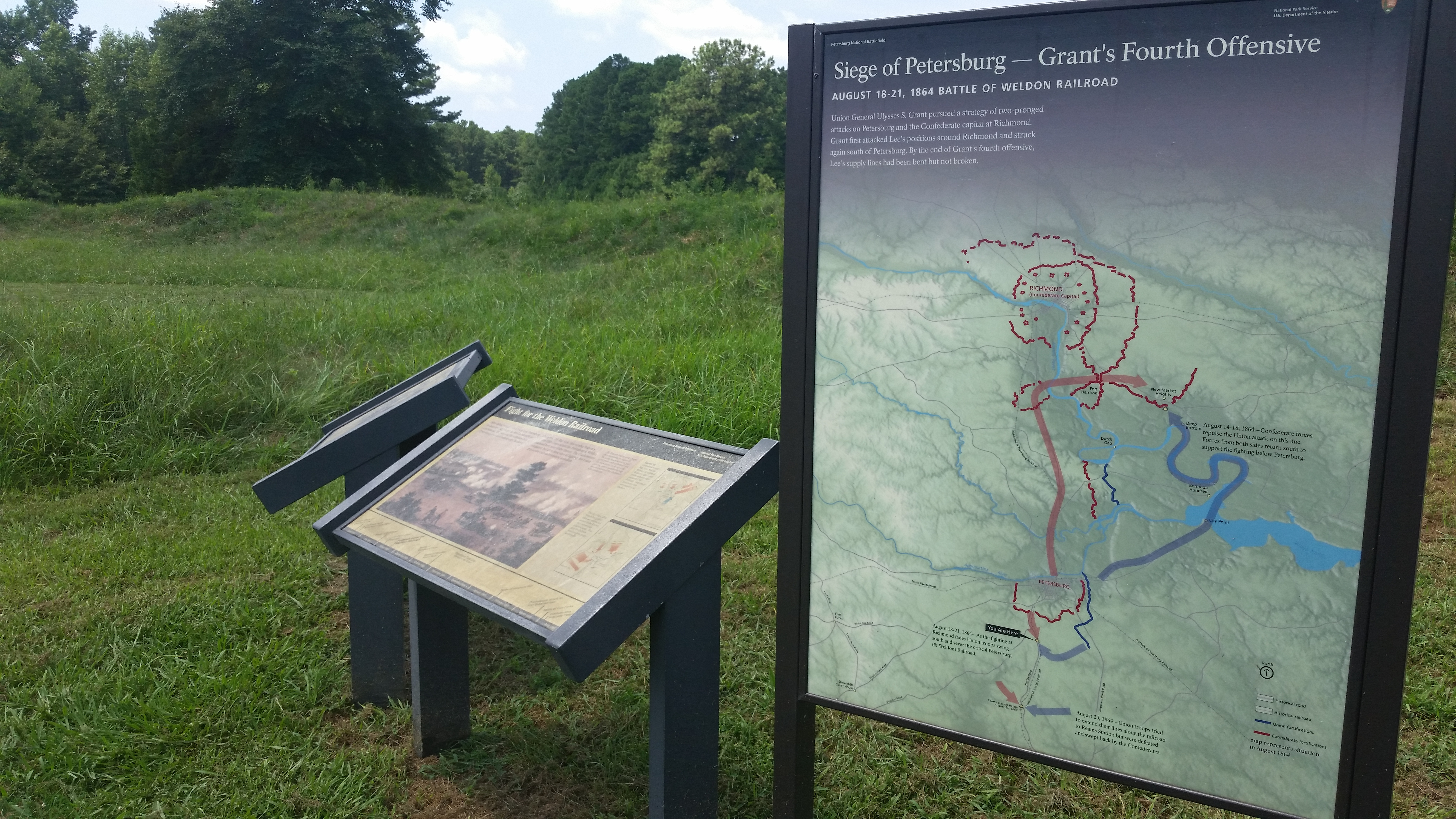
Marqueur au fort Wadsworth du service des parcs nationaux

La seconde bataille de Ream's Station (également Reams ou Reams's) s'est déroulée pendant le siège de Petersburg lors la guerre de Sécession, le 25 août 1864, dans le comté de Dinwiddie, en Virginie. Une force de l'Union sous les ordres du major général Winfield S. Hancock commence à détruire une partie du chemin de fer de Weldon, qui est une ligne d'approvisionnement indispensable pour l'armée confédérée du général Robert E. Lee à Petersburg, en Virginie. Lee envoie une force, sous les ordres du lieutenant général. A. P. Hill, pour défier Hancock et les confédérés parviennent à mettre en déroute les troupes de l'Union hors leurs fortifications à Reams Station. Toutefois, ils perdent une partie critique du chemin de fer, causant des difficultés logistiques pendant le reste de la campagne de Richmond-Petersburg.

## Contexte
Alors que le siège de Petersburg commence à prendre forme, le lieutenant général de l'Union Ulysses S. Grant continue de chercher des moyens de rompre les liens ferroviaires ravitaillant la ville de Petersburg, Virginie, l'armée du général confédéré Robert E. Lee, et la capitale confédérée Richmond. L'une de ces lignes d'approvisionnement critiques est le chemin de fer de Weldon, appelé aussi le chemin de fer de Petersburg et Weldon, qui mène vers le sud à Weldon, en Caroline du Nord, et au seul grand port confédéré restant, Wilmington, en Caroline du Nord. Lors de la bataille de Jerusalem Plank Road (21-23 juin 1864), le IIe corps du major général Winfield S. Hancock parvient à détruire un court segment du Weldon avant d'être chassé par le troisième corps de l'armée de Virginie du Nord du général Robert E. Lee.
Lors de la bataille de Globe Tavern (18-21 août), le Ve corps du major général Gouverneur K. Warren avec des renforts du IXe corps détruit des kilomètres de voies et il résiste à des attaques des troupes confédérées sous les ordres du général P. G. T. Beauregard et du lieutenant général. A. P. Hill. Cette victoire unioniste oblige les confédérés à transporter leur ravitaillement sur 30 milles (48 km) par wagon pour contourner les nouvelles lignes unionistes qui s'étendent vers le sud et l'ouest. Cependant, ce n'est pas encore un problème critique pour les confédérés. Un membre de l'état-major de Lee écrit, « tandis que nous sommes gênés, aucun dommage matériel ne nous est fait ».
Le général Grant veut fermer définitivement le Weldon, en détruisant 14 milles (23 km) de voies à partir de la position de Warren près de Globe Tavern aussi loin au sud que Rowanty Creek (à environ 3 milles (5 km) au nord de la ville de Stony Creek). Il assigne l'opération du IIe corps de Hancock, qui est en train de déplacer vers le sud de leur opération vers le nord du fleuve James à la seconde bataille de Deep Bottom. Il choisit le corps de Hancock parce que Warren est occupé à étendre les fortifications à Globe Tavern, bien que sa sélection porte sur des soldats épuisés par leurs efforts au nord du James et par leur marche forcée vers le sud sans repos ; Hancock lui-même continue de souffrir des séquelles de ses blessures de la bataille de Gettysburg en 1863. Grant ajoute la division de cavalerie du brigadier général David McM. Gregg au corps de Hancock.
La division de Gregg part le 22 août et, après avoir repoussé les piquets confédérés, et elle et la division d'infanterie du IIe corps commandée par le brigadier général Nelson A. Miles (en remplacement du brigadier général Francis C. Barlow, qui est en congé) détruisent les voies de chemin de fer à moins de 2 milles (3 km) de Reams Station. Tôt le 23 août 1864, l'autre division de Hancock, commandée par le brigadier général John Gibbon, occupe Reams Station, prenant des positions dans les ouvrages de terrassement qui ont été construits par la cavalerie de l'Union pendant le raid de Wilson-Kautz en juin. Les travaux de terrassement ont été construits comme une ellipse partielle avec une ouverture face à l'est, et bien qu'ils soient dégradés et sont partiellement remplis avec de l'eau, les hommes de Hancock déploient peu d'efforts pour les améliorer. Robert E. Lee considère que les troupes de l'Union à Reams Station ne représentent pas seulement une menace pour sa ligne d'approvisionnement, mais aussi contre le siège du comté de Dinwiddie ; si Dinwiddie Court House devait tomber, les confédérés seraient forcés d'évacuer à la fois Petersburg et Richmond, parce qu'il représente un point clé sur l'itinéraire de retraite potentiel de l'armée. Il voit également une opportunité d'infliger une cuisante défaite à l'armée de l'Union peu de temps avant l'élection présidentielle de novembre. Lee ordonne au lieutenant général A. P. Hill de prendre le commandement d'une expédition qui comprend deux divisions de cavalerie du major général Wade Hampton et du major général Cadmus M. Wilcox, une partie de la division du major général Henry Heth, et une partie de la division du major général William Mahone, environ 8 000 à 10 000 hommes en tout. Hill, qui souffre de l'un de ses épisodes périodiques de maladie, assigne le commandement tactique à Heth, lui disant qu'il doit porter le poste.
Hancock arrive personnellement à Reams Station le 24 août, et en soirée, les troupes de l'Union ont détruit les voies sur 3 milles (5 km) au sud de la gare. Le matin du 25 août, ils quittent leurs travaux de terrassement pour commencer à travailler sur les 5 milles (8 km) restants de voies, mais Hancock les rappellent quand il apprend l'approche de la cavalerie confédérée

## Bataille
Après que la cavalerie confédérée a repoussé la cavalerie de Gregg, la colonne de Hill descend la Dinwiddie Stage Road. Les trois brigades d'infanterie de Wilcox montent à l'assaut de la position de l'Union vers 14 heures, le 25 août. Malgré deux attaques lancées, Wilcox est repoussé par la division de Miles, qui occupe la partie nord des ouvrages. Au sud, la division de Gibbon bloque la progression de la cavalerie de Hampton, qui a contourné la ligne de l'Union.
Bien que ces deux attaques soient en cours, le major général George G. Meade, commandant l'armée du Potomac et temporairement au commandement global alors que Grant est malade, s'inquiète de la tentative de Lee pour contourner le flanc gauche de l'armée de l'Union. L'historien John Horn écrit que si Grant avait été sur place, il aurait pu très bien ordonné une attaque contre Petersburg, selon la même tactique qu'il utilisera en avril 1865 et qui provoquera la chute de la ville, profitant de l'affaiblissement des lignes de défenses laissées vacantes par la grande force que Lee a envoyée à Reams Station. Meade, cependant, prend prudemment une position défensive et envoie rapidement des renforts sur son flanc, diminuant ses propres lignes. Le seul point que Meade ne renforce pas est le secteur commandé par son fidèle subordonné Hancock, supposant que Hancock tiendra la ligne avec ses ressources existantes.
Les renforts confédérés issus des divisions de Heth et de Mahone arrivent pendant que l'artillerie confédérée sous les ordres du colonel William Pegram fragilise la position de l'Union. La dernière attaque commence vers 17 heures 30, avec six brigades contre la position de Miles et elle perce le coin nord-ouest des fortifications de l'Union ; bien que le feu défensif de l'Union soit suffisamment féroce pour maintenir les confédérés à distance, soudain, deux régiments de l'Union paniquent et partent vers l'arrière, ouvrant un gap. Miles ordonne à sa brigade de réserve sous les ordres du colonel Horace Rugg de combler l'écart, mais à son grand étonnement, les hommes de Rugg se jettent au sol et refusent d'ouvrir le feu. Heth mène personnellement la charge à travers les fortifications, se disputant avec le sergent Thomas Minton du 26th North Carolina pour savoir qui portera les couleurs vers l'avant.
Hancock galope désespérément d'un point menacé à l'autre, de tenter de rallier ses hommes. À un moment de son cheval tombe sous lui et, supposant qu'il a été tué, Hancock continue à pied. Le cheval se relève plus tard, après avoir été temporairement paralysé par un coup oblique à la colonne vertébrale, et Hancock remonte en selle. Il crie « nous pouvons les battre encore. Ne me quittez pas, pour l'amour de Dieu ! ». Comme il voit les hommes de son corps fier réticents à reprendre leurs positions à l'ennemi, il fait remarquer à un colonel, « je n'ai pas peur de mourir, mais je prie Dieu, que je ne quitte jamais ce terrain ».
À ce moment, la cavalerie de Hampton fait des progrès contre l'infanterie de Gibbon vers le sud, lançant une attaque surprise démontée qui cause la fuite ou la reddition de beaucoup d'hommes de Gibbon. Cela permet à Hampton de prendre de flanc Miles. Hancock ordonne une contre-attaque, qui donne du temps afin de permettre une retraite de l'Union en bon ordre vers Petersburg après la tombée de la nuit.

## Conséquences
L'agonie de ce jour n'est jamais morte pour ce fier soldat [Hancock], qui, pour la première fois, a vu ses lignes brisées et ses canons pris.
Les pertes de l'Union s'élèvent à 2 747 (le IIe corps perd 117 tués, 439 blessés, 2 046 disparus/capturés ; la cavalerie perd 145 hommes) ; les pertes confédérées sont de 814 (la cavalerie de Hampton perd 16 tués, 75 blessés, 3 manquants ; l'infanterie de Hill un total de 720 hommes). Bien que les confédérés remportent une nette victoire, ils ont perdu une pièce essentielle du chemin de fer de Weldon et à partir de ce moment-là, ils sont en mesure de transporter des marchandises par chemin de fer seulement jusqu'au nord que Stony Creek Depot, 16 milles (26 km) au sud de Petersburg. De ce point, les fournitures doivent être déchargées et les trains de wagon voyagent par Dinwiddie Court House, puis sur la Boydton Plank Road pour acheminer le ravitaillement à Petersburg. Le chemin de fer du côté sud est le seul chemin de fer restant pour ravitailler Petersburg et l'armée de Lee.
Grant et Meade sont globalement satisfaits des résultats de leurs opérations contre le chemin de fer de Weldon, en dépit du revers tactique subi par Hancock. Meade écrit,

« Ces affaires fréquentes diminuent graduellement les deux armées, et si nous parvenons seulement à faire perdre à l'ennemi plus que nous, nous gagnerons à la longue, mais malheureusement, l'offensive nous étant imposée, elle nous oblige à chercher la bataille sur le terrain, selon les termes de l'ennemi, et nos pertes sont par conséquent les plus grandes, sauf quand elles sortent et attaquent, comme récemment, quand elles ont toujours le pire. »

Le siège de Petersburg et sa guerre de tranchée continuent. Le prochain combat d'importance aura lieu à la fin de septembre lorsque deux attaquent de l'Union progresseront en parallèle au New Market Heights, au nord du James (la bataille de Chaffin's Farm), et au sud à la bataille de Peebles's Farm, contre le chemin de fer du côté sud